# Іосиф (Босаков)
Митрополит Йосип II (в миру Іван Благоєв Босаков); нар. 6 грудня 1942, село Славовіца, Пазарджицька область) — єпископ Православної церкви Болгарії, митрополит Американський, Канадський і Австралійський.

## Біографія
З 1956 по 1961 — студент Софійської духовної семінарії. У 1970 закінчив Софійську духовну академію.
12 квітня 1970 в Троянському монастирі митрополитом Ловчанським Максимом (Мінковим) пострижений у чернецтво з ім'ям Іосиф на честь праведного Іосифа Ариматейського. 3 травня того ж року митрополитом Ловчанським Максимом був висвячений у сан ієродиякона, а 27 грудня — у сан ієромонаха і призначений протосинкелом Ловчанської єпархії.
З липня 1971 — протосинкел Софійській єпархії.
З 10 жовтня 1971 за направленням Священного синоду проходив спеціалізацію в Московській духовній академії. 21 липня 1973, після захисту кандидатської дисертації з благословення патріарха Болгарського Максима був зведений патріархом Московським і всієї Русі Пименом в сан архімандрита.
Після повернення до Болгарії знову був призначений протосингелом Софійської єпархії.
7 грудня 1980 призначений другим вікарієм Софійської єпархії.
З 24 березня 1981 — ігумен Троянського монастиря.
1 квітня 1983 призначений керуючим Акронською єпархією і 17 квітня 1986 його затверджено митрополитом.
19 грудня 1989 Священний синод Болгарської Православної Церкви об'єднав Нью-Йоркську і Акронську єпархії в єдину Американську і Австралійську болгарську єпархію. Митрополит Іосиф став її митрополитом з кафедрою в Нью-Йорку.
Опублікував в болгарській церковній періодиці ряд статей з церковно-суспільних питань.